# Dimitra Liani

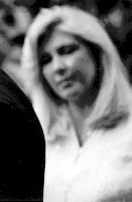
Dimitra Liani (1994)

Dimitra Liani (griechisch Δήμητρα Λιάνη, genannt Mimi; * 30. April 1955 in Elefsina, nach anderen Quellen in Florina) ist die Witwe des früheren griechischen Ministerpräsidenten Andreas Papandreou.

## Biografie
Dimitra Liani wuchs als Tochter eines Generals auf, ihr Onkel war Minister. Die Kindheit verbrachte sie im Libanon, wo ihr Vater als Militärattache der griechischen Botschaft tätig war, sie selbst besuchte die französische Schule in Beirut.
Sie heiratete Papandreou 1989; und war dessen dritte Ehefrau. Zuvor hatte sie von 1978 bis 1988 als Stewardess bei der staatlichen Fluglinie Olympic Airways gearbeitet. Von 1983 bis 1987 war sie mit dem Architekten Alexis Kapopoulos, einem prominenten Kommunisten, verheiratet. Gefördert von Papandreous damaliger Ehefrau Margarita gehörte sie der für die Betreuung des Ministerpräsidenten zuständigen Besatzung der Fluglinie an. Margarita Papandreou, Vorsitzende der griechischen Frauen-Union, verhalf ihr auch zu einer Talkshow Misò-Misò („Halb und halb“), die sich mit dem Thema der Gleichberechtigung befasste. Erster Gast war Andreas Papandreou.
Die Liaison mit Papandreou wurde in einer kritischen Phase bekannt, als dieser sich 1988 in einer Londoner Klinik einer Herzoperation unterzog. Fotos der barbusigen üppigen Blondine erschienen auf den Titelseiten der Boulevardzeitungen. Nach der Scheidung Papandreous von seiner hochangesehenen Frau Margarita nach 38 Jahren Ehe wurde die Beziehung mit der 34 Jahre alten Dimitra Liani im Juli 1989 legalisiert, kurz nachdem die Skandale um „Mimi“ und Korruptionsvorwürfe mit einer Wahlniederlage der PASOK Papandreous zweite Amtszeit als Ministerpräsident beendeten.

## First Lady
Als Papandreou im Oktober 1993 zum dritten Mal Ministerpräsident wurde, übernahm Liani die Leitung seines Büros. Sie nahm zunehmend politischen Einfluss und spielte eine Schlüsselrolle bei der Besetzung wichtiger Kabinettsposten. So wurde ihr Cousin Giorgos Sportminister und Papandreous Arzt Gesundheitsminister. Es wurde ihr auch vorgeworfen, den gesundheitlich stark geschwächten Ministerpräsidenten abzuschotten und vom Rücktritt abzuhalten. Papandreou befand sich mit fortschreitenden Herzproblemen und Nierenversagen seit November 1995 in Krankenhausbehandlung, trat aber erst am 16. Januar 1996 zurück.
Nach dem Tod Papandreous am 23. Juni 1996 scheiterten ihre eigenen politischen Ambitionen an mangelnder Unterstützung in der PASOK. Parteifreunde verübelten ihr unter anderem die Veröffentlichung ihrer Memoiren, in denen sie intime Erinnerungen an ihr Eheleben ausbreitete. Eine empörte Griechin ohrfeigte sie öffentlich, als sie in einer Buchhandlung signierte.